# Nemercze (osiedle)
Nemercze (ukr. Немерче) – osiedle na Ukrainie, w obwodzie winnickim, w rejonie mohylowskim, w hromadzie Wendyczany. W 2001 liczyło 62 mieszkańców.
Znajduje tu się przystanek kolejowy Nemerczi, położony na linii Żmerynka – Mohylów Podolski.